# The Broken Doll
The Broken Doll è un cortometraggio western del 1910 diretto da David W. Griffith. Prodotto e distribuito dalla Biograph Company, il film - girato a Coytesville, nel New Jersey - uscì nelle sale il 17 ottobre 1910.
Tra gli interpreti del film, anche la moglie di Griffith, Linda Arvidson, Mack Sennett e i fratelli Lottie e Jack Pickford.
È la prima di nove sceneggiature che Belle Taylor scrisse - dal 1910 al 1914 - per la Biograph.

## Produzione
Il film - prodotto dalla Biograph Company - fu girato nel New Jersey, a Coytesville e nello stato di New York, a Cuddebackville.

## Distribuzione
Distribuito dalla Biograph Company, il film - un cortometraggio di una bobina - uscì nelle sale cinematografiche statunitensi il 17 ottobre 1910.